# Thuần Mỹ
Thuần Mỹ is een xã in het district Ba Vì, een van de districten in de Vietnamese hoofdstad met provincierechten Hanoi. Thuần Mỹ heeft ruim 5500 inwoners op een oppervlakte van 12,36 km².

## Geografie en topografie
Thuần Mỹ ligt op de oostelijke oever van de Đà, een rivier, die stroomt vanaf het Hòa Bìnhmeer in Hòa Bình naar het noorden om ter hoogte van Phong Vân in de Rode Rivier te stromen.
Aangrenzende xã's zijn Sơn Đà, Ba Trại, Minh Quang, Đồng Luận, Đoan Hạ, Bảo Yên en La Phù. In het westen grenst Thuần Mỹ aan huyện Thanh Thủy in de provincie Phú Thọ.

## Verkeer en vervoer
Een belangrijke verkeersader is de tỉnh lộ 414C. De 414C is een afgeleide van de tỉnh lộ 414 en gaat door de xã's Thuần Mỹ en Ba Trại.